# Khachpar
Khachpar (en arménien Խաչփառ) est une communauté rurale du marz d'Ararat en Arménie. En 2008, elle compte 1 772 habitants.